# Vardanes II của Parthia

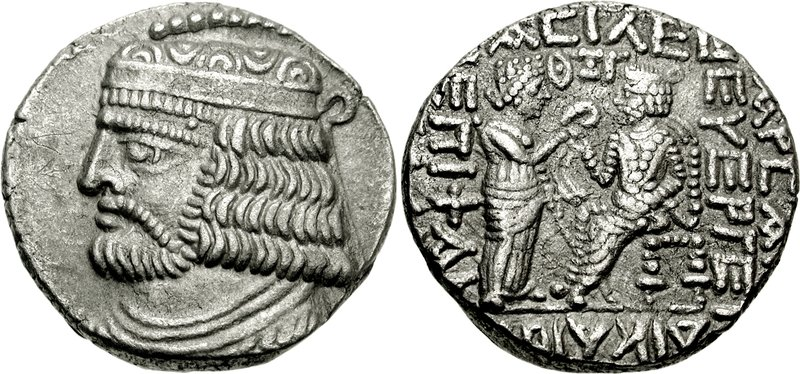
tiền xu của Vardanes II

Vardanes II của Parthia là con trai của Vologases I và đã cai trị một phần lãnh thổ của đế quốc Parthia trong một thời gian ngắn. Ông đã nổi loạn chống lại người cha của mình từ năm 55 tới năm 58 CN và chắc hẳn đã chiếm được Ecbatana, bởi vì ông đã ban hành những đồng tiền xu từ xưởng đúc tiền tại đó, chúng mang hình ảnh của một vị vua trẻ không có râu và đang đội một vương miện cùng với 5 mặt dây chuyền. Không có nhiều điều về ông được biết đến.